# Mj Rodriguez
Michaela Antonia Jaé Rodriguez (Newark, 7 de gener de 1991), coneguda professionalment com a Mj Rodriguez (de vegades en majúscula com a MJ Rodriguez) és una actriu i cantant estatunidenca. Rodriguez és coneguda pel seu paper de Blanca Rodriguez-Evangelista en el drama televisiu Pose, on es troba entre el repartiment més gran d'actrius transgènere que han actuat com a protagonistes d'una sèrie. També és coneguda per la seva actuació com a Angel el 2011 en l'adaptació de Rent a Off-Broadway, pel qual va guanyar el premi Clive Barnes del 2011 .

## Filmografia

### Cinema
| Any  | Títol                             | Paper        | Notes        |
| ---- | --------------------------------- | ------------ | ------------ |
| 2017 | Saturday Church                   | Ebony        |              |
| 2017 | Bun in the Oven                   | Bertha       | Curtmetratge |
| 2018 | Gema                              | Gema         | Curtmetratge |
| 2018 | The Big Take                      | Robyn        |              |
| 2019 | Adam                              | Emma         |              |
| 2020 | Disclosure: Trans Lives on Screen | Ella mateixa | Documental   |

### Televisió
| Any       | Títol              | Paper                | Notes                      |
| --------- | ------------------ | -------------------- | -------------------------- |
| 2012      | Nurse Jackie       | Lonna                | Episodi: "No-Kimono-Zone"  |
| 2013      | The Carrie Diaries | Fabulous Clubgoer #2 | Episodi: "Read Before Use" |
| 2016      | [Blank] My Life    | Kerry                | Episodi: "Mr. Owl"         |
| 2016      | Luke Cage          | Sister Boy           | Episodi: "Manifest"        |
| 2018–2021 | Pose               | Blanca Rodriguez     | 18 episodis                |

## Teatre
| Any  | Producció                        | Paper    | Teatre                                             | Categoria    |
| ---- | -------------------------------- | -------- | -------------------------------------------------- | ------------ |
| 2011 | Rent                             | Angel    | New World Stages                                   | Off-Broadway |
| 2016 | Runaways                         | Pixie    | Encores! Off-Center                                | Off-Broadway |
| 2016 | Street Children                  | Gina     | New Ohio Theatre                                   | Off-Broadway |
| 2017 | Trans Scripts: Part 1, The Women | Luna     | Loeb Drama Center                                  |              |
| 2017 | Burn All Night                   | Ensemble | Oberon at the American Repertory Theater Cambridge |              |
| 2019 | Little Shop of Horrors           | Audrey   | Pasadena Playhouse                                 | Regional     |

## Premis i nominacions
| Any  | Premi                           | Categoria                            | Obra            | Resultat   |
| ---- | ------------------------------- | ------------------------------------ | --------------- | ---------- |
| 2011 | Premi Clive Barnes              | N/D                                  | Rent            | Guanyadora |
| 2017 | Festival de Cinema de Tribeca   | Millor actriu                        | Saturday Church | Nominada   |
| 2019 | MTV Movie & TV Awards           | Millor interpretació revelació       | Pose            | Nominada   |
| 2019 | Premis Imagen                   | Millor actriu                        | Pose            | Guanyadora |
| 2020 | Premis de la Crítica Televisiva | Millor actriu en una sèrie dramàtica | Pose            | Nominada   |